# Nagios

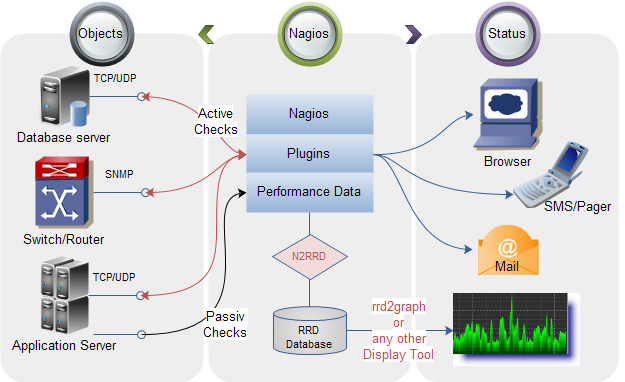
Nagios

Nagios (IPA: /ˈnɑːɡioʊs/) – program do monitorowania sieci, urządzeń sieciowych, aplikacji oraz serwerów działający w systemach Linux i Unix rozpowszechniany na podstawie licencji GPL.
Może monitorować hosty oraz usługi według określonych ustawień, dzięki czemu jest możliwe dostosowanie go do swoich potrzeb. W razie wykrycia problemu Nagios może wysłać pocztę, info na pager lub SMS do administratora systemu z informacją o problemie.
Nagios posiada budowę modułową, czyli bazuje na tzw. wtyczkach.
Niektóre funkcje Nagiosa:
- Monitorowanie usług sieciowych (SMTP, POP3, HTTP, NNTP, ICMP, SNMP, FTP, SSH)
- Monitorowanie użycia zasobów systemowych (procesor, użycie dysku twardego, logi systemowe) w większości systemów operacyjnych, w tym Microsoft Windows za pomocą NRPE NT.
- Umożliwia proste projektowanie wtyczek w razie potrzeby monitorowania własnych usług, przy użyciu jednego z wielu języków programowania (Bash, C++, Perl, Ruby, Python, PHP, C#, etc.)
- Powiadamianie w razie wykrycia problemów za pomocą e-maila, pagera, SMS lub innych zdefiniowanych metod powiadamiania we wtyczkach.